# Insurgencia en el Magreb
Los países del Magreb, principalmente Argelia, Mauritania y Marruecos, ha sido objeto de una insurgencia desde el año 2002 llevada a cabo por la milicia islamista Grupo Salafista para la Predicación y el Combate (GSPC). EL GSPC se alió con Al Qaeda del Magreb Islámico (AQMI) contra el gobierno argelino.
Esta alianza creó una división en el seno del GSPC que condujo a la creación del Grupo Salafista Libre (GSL), otro grupo militante opuesto al gobierno argelino y a los intereses occidentales. El conflicto da continuidad a la Guerra Civil en Argelia que finalizó en 2002, y desde entonces se ha extendido hacia otros países.
Argelia y otros estados del Magreb afectados por esta insurgencia han recibido apoyo en su lucha contra los militantes islamistas de Estados Unidos y Reino Unido desde 2007, cuando comenzó la Operación Libertad Duradera - Trans Sahara.

## Inicio de la insurgencia en Argelia
A raíz de la decadencia del Grupo Islámico Armado (GIA), el GSPC quedó como el grupo rebelde más activo, con alrededor de 300 efectivos en 2003. En su área de influencia llevó a cabo una campaña de asesinatos contra policías y personal de las fuerzas armadas, y también logró expandirse hacia el Sahara, donde su división del sur, liderada por Amari Saifi (apodado "Abderrezak el-Para", el "paracaidista"), secuestró a varios turistas alemanes en 2003, antes de escapar hacia zonas escasamente pobladas de Mali, y posteriormente de Níger y Chad, donde fue capturado.
Algunos creen que El Para trabaja en realidad para el gobierno de Argelia. Hacia finales del 2003, el fundador del grupo había sido suplantado por el todavía más radical Nabil Sahraoui, quien anunció su apoyo abierto a al-Qaeda, fortaleciendo así los lazos gubernamentales entre EE. UU. y Argelia. Se informó de su muerte poco tiempo después, y fue sucedido por Abu Musab Abdel Wadoud en 2004.
El GSPC declaró su intención de atacar objetivos argelinos, franceses y estadounidenses. Fue designado como una Organización Terrorista Extranjera por el Departamento de Estado de Estados Unidos, y clasificado de modo equivalente por la Unión Europea.
A pesar de lo anterior, algunos analistas han argumentado repetidamente de modo consistente que los alegatos acerca de las amenazas terroristas en el Sahara y la alianza entre estos grupos y Al-Qaeda son exagerados, que ciertos eventos clave fueron preparados artificialmente y que buena parte del atractivo de estas tesis es el resultado de una campaña de desprestigio y desinformación liderada por el gobierno argelino, y perpetuada por los medios de comunicación.

## Cronología de eventos

### 2002
- El 11 de abril de 2002, el atentado de la Sinagoga de la Ghriba provocó la muerte de 22 personas (14 turistas alemanes, cinco tunecinos y dos franceses así como el portador de la bomba suicida).
- El 5 de mayo de 2002, 15 soldados del gobierno fueron asesinados en una emboscada cerca de Tizi Ouzou, en la región de Cabilia del norte de Argelia. Cerca de 50 miembros del (GSPC) fueron apuntados como culpables.[12]
- El 23 de junio de 2002, varios militantes mataron a 6 civiles en un ataque contra jóvenes jugando al fútbol cerca de una estación de autobús en Zeralda, cerca de Argel.[13]
- El 17 de julio de 2002, varios militantes mataron a 7 civiles en Ouled Allal, provincia de Bouira. Llevaron la cifra de muertos de los anteriores tres días a 22.[14]
- El 13 de septiembre de 2002, los militantes mataron a 11 civiles en una carretera del norte de Argelia, en la Provincia de Ain Defla. El mes anterior, de acuerdo a un recuento preparado a partir de reportes de prensa y recuentos oficiales, un número estimado de 140 personas habían sido asesinadas por la violencia extremista, llevando hasta 1.070 el número de personas asesinadas desde el comienzo del año.[15]
- El 19 de septiembre de 2002, 15 personas fueron arrestados en Kabylie bajo sospecha de facilitar dinero y apoyo logístico al GSPC.[16]
- El 2 de octubre de 2002, varios militantes mataron a 13 civiles en una aldea remota de Argelia occidental, en la Provincia de Ain Defla.[17]

### 2003
- El 6 de enero de 2003, los militantes emboscaron un convoy militar en el noreste de Argelia matando a 43 soldados e hiriendo a 19 otros. Los militantes también atacaron varias familias cerca de la capital, Argel, matando a 13 personas.[18]
- Entre el 22 de febrero y el 24 de marzo de 2003, el Grupo Salafista Libre o GSL, un grupo escindido del GSPC liderado por Amari Saïfi (Abderrazak “El Para”), supuestamente capturó a 32 turistas europeos en el sur de Argelia. El 13 de mayo de 2003, 17 secuestrados fueron liberados y militantes muertos en un tiroteo en el desierto argelino. Los combatientes restantes, llevando con ellos a 15 secuestrados, escaparon hacia el norte de Mali. Después de haber recibido supuestamente 5 millones de euros de rescate pagado por el gobierno alemán,[19] el GSL/GSPC liberó a catorce secuestrados el 19 de agosto de 2003.[20] El secuestrado número quince, un alemán, murió de un golpe de calor.[21]
- El 16 de mayo de 2003, los atentados de Casablanca de 2003 acabaron con la vida de 45 personas, incluyendo a 12 terroristas suicidas.
- En septiembre de 2003, se informó que Nabil Sahraoui había reemplazado a Hassan Hattab como líder del GSPC, pero otros medios de comunicación negaron que el cambio hubiera tenido lugar.[22]
- El 27 de noviembre de 2003, en Messad, Provincia de Djelfa, Argelia, un poeta conocido y miembro de la familia extendida real Saudí fue asesinado y cuatro otras personas heridas en un ataque aparentemente terrorista, de acuerdo a informes periodísticos.[23]

### 2004
- El 2 de mayo de 2004, se reportó que en los dos días anteriores 7 miembros de las fuerzas de seguridad, 6 civiles y 2 militantes habían sido asesinados en varios lugares: cerca de Argel y en las provincias de Medea, Bouira y Relizane.[24]
- El 18 de mayo de 2004, dos bombas explotaron matando a dos soldados e hiriendo a 13 personas, incluidos 4 soldados, en Setif en el este de Argelia.[25]
- El 2 de junio de 2004, varios insurgentes emboscaron un convoy militar argelino en Béjaïa en el este de Argelia, matando a 10 soldados e hiriendo a 45.[26]
- El 28 de junio de 2004, el ejército mató a tres islamistas radicales en una redada cerca de la capital, Argel.[27]
- El 20 de septiembre de 2004, los insurgentes mataron a 4 personas en un bloqueo de carretera que habían preparado cerca de Kalous en la Provincia de Bouira.[28]
- El 29 de septiembre de 2004, los militantes atacaron un puesto de defensa militar cerca de la ciudad de Ain Defla, matando a 6 miembros de las fuerzas de defensa.[29]
- El 22 de octubre de 2004, los insurgentes atacaron un vehículo cerca de Medea que llevaba hinchas a un partido de fútbol a la capital, Argel, matando a 16 personas.[30]

### 2005
- El 9 de abril de 2005, los insurgentes mataron a 14 personas en un control de carretera falso cerca de Argel. Adicionalmente, otras 36 personas, de las cuales 15 eran miembros de las fuerzas de seguridad, fueron asesinadas desde el inicio de marzo.[31]
- El 15 de mayo de 2005, los insurgentes emboscaron un convoy militar en la región de Khenchela matando a 12 soldados.[32]
- El 13 de junio de 2005, un artefacto explosivo mató a 3 soldados y 2 civiles en el oeste de Tipaza.[33]
- El 18 de junio de 2005, un artefacto explosivo mató a un policía durante una redada policial en El-Djer.[34]
- El 23 de junio de 2005, un artefacto explosivo mató a 1 policía en la carretera que conecta Azzefoune y Aghrib en la provincia de Tizi Ouzou.[35]
- El 18 de julio de 2005, los militantes islamistas mataron a cinco policías en una emboscada en la Provincia de Ain Defla en Argelia occidental.[36]
- El 25 de septiembre de 2005, los militantes mataron a 5 miembros de las fuerzas de seguridad. Tres días antes 7 soldados y 3 civiles habían sido asesinados en otros ataques. Desde el comienzo del mes 16 soldados, 12 civiles y 1 policía fueron asesinados. Los ataques tuvieron lugar en la Provincia de Boumerdes y cerca de Saida.[37][38]

### 2006
- El 1 de febrero de 2006, el periódico argelino Liberté informó que el líder espiritual Ahmed Abou al-Baraa (de nombre real Ahmed Zarabib) había sido asesinado por las fuerzas gubernamentales argelinas en las montañas cercanas a Toudja el 17 de enero.[39]
- El 30 de marzo de 2006, se reportó que Hassan Hattab, fundador del grupo, habría llamado a sus miembros restantes a aceptar una amnistía ofrecida por el gobierno argelino.[40]
- El 7 de abril de 2006, los insurgentes emboscaron un convoy del gobierno en la región desértica de Ghardaïa en Argelia, matando a 13 agentes de aduanas.[41]
- El 26 de abril de 2006, un terrorista suicida atacó la base de las Fuerzas Multinacionales y Observadoras en al-Jura hiriendo a dos miembros de las fuerzas.[42]
- El 21 de junio de 2006, el ejército argelino mató a 10 islamistas en Ghzerwal, cerca de Boumerdes.
- El 26 de junio de 2006, el ejército argelino mató a 19 islamistas en la región oriental de Khenchela, llevando el número de personas muertas desde el comienzo de la insurgencia en Argelia a 53, incluyendo 36 supuestos islamistas. Entre los muertos se encontraban también 7 soldados muertos el 21 de junio y 5 civiles muertos el 20 de junio.[43]
- El 20 de julio de 2006, los insurgentes mataron a 4 guardas municipales cerca de Ain Defla. El ataque siguió a otro similar del 12 de julio, cuando 5 guardas fueron asesinados cerca de Tipaza.[44]
- El 29 de agosto de 2006, los insurgentes atacaron un checkpoint en El-Kseur en la Provincia de Béjaïa, matando a 2 policías y 1 civil.[45]
- El 14 de septiembre de 2006, al-Qaeda que se uniría al GSPC en su lucha contra Francia. Planeaban atacar Francia, Estados Unidos y sus aliados.[46][47]
- El 2 de septiembre de 2006, en diferentes choques 6 soldados fueron asesinados en las regiones de Béjaïa y Medea.[48]
- En octubre de 2006, una serie de camiones bomba explotaron en Argel matando a tres personas e hiriendo a 24.[49]
- El 3 de noviembre de 2006, 15 militantes islamistas emboscaron una patrulla del ejército en la región de Ain Defla, matando a 8 soldados.[50]
- El 9 de noviembre de 2006, insurgentes emboscaron una patrulla armada en la región de Bouira matando a 7 soldados e hiriendo a 13.[50]
- El 28 de noviembre de 2006, 10 militantes fueron muertos en choques en las regiones montañosas remotas y también una semana antes un helicóptero militar fue derribado por islamistas matando a 3 soldados y 2 guardas locales.[51]
- El 10 de diciembre de 2006, una bomba destruyó un autobús que llevaba trabajadores petrolíferos en Argel, matando a dos e hiriendo a ocho.[49]

### 2007
- En enero de 2007, Túnez afirmó haber matado a 12 militantes del GSPC habiendo perdido a dos miembros de sus fuerzas. Los insurgentes supuestamente planeaban un ataque a las embajadas estadounidense y británica en Tunisia.[52]
- El 5 de enero de 2007, los insurgentes mataron a 18 soldados en una emboscada en la región de Biskra.[53]
- El 21 de enero de 2007, una bomba en un lado de una carretera bajo un vehículo cerca de Jijel en el este de Argelia mató a un soldado e hirió a otros 8.[54]
- El 30 de enero de 2007, soldados y 10 islamistas fueron asesinados en combates en la región oriental de Batna.[55]
- El 6 de febrero de 2007, los Estados Unidos comenzaron la Operación Libertad Duradera – Trans Sahara en colaboración con el Reino Unido y varios estados colaboradores en la región del Sahel.
- El 13 de febrero de 2007, siete bombas explotaron en siete comisarías en la región de Cabilia matando a 2 policías y 4 civiles.[49]
- El 3 de marzo de 2007, una bomba golpeó un convoy de trabajadores de un oleoducto ruso entre las ciudades de Medea y Ain Defla, matando a cuatro nacionales rusos y tres argelinos.[56]
- Entre el 11 de marzo y el 14 de abril, los Atentados de Casablanca, en Marruecos, mataron a 8 personas.
- El 7 de abril de 2007, 9 soldados y 10 islamistas fueron muertos en un tiroteo en una zona boscosa en la Provincia de Ain Defla.[57]
- El 11 de abril de 2007, un ataque suicida en la entrada del Ministerio del Interior acabó con la vida de más de 24 personas e hirió a 300.[58]
- El 11 de mayo de 2007, en diferentes incidentes 6 islamistas, 1 soldado y 1 policía fueron asesinados cerca de Tizi Ouzou, Saida y Jijel.[59]
- El 13 de mayo de 2007, una bomba explotó en un control policial en Constantina (Argelia), matando a un policía e hiriendo a dos.[60]
- El 14 de mayo de 2007, 20 insurgentes fueron abatidos en choques cerca de la capital.[61]
- El 11 de julio de 2007, un camión suicida atacó los barracones militares cerca de Bouira, matando a 10 soldados e hiriendo a 35.[62][63]
- El 3 de septiembre de 2007, durante choques en la región de Tebessa cinco miembros de las fuerzas de seguridad y un civil fueron asesinados.[64]
- El 5 de septiembre de 2007, siete militantes islamistas fueron asesinados cuando el ejército bombardeó un supuesto escondite insurgente en la región de Tebessa.[64]
- El 12 de septiembre de 2007, un avión C-130 de EE. UU. fue atacado por una ametralladora. El avión alcanzó su destino en Malí y nadie fue herido.[65] Desde el comienzo de la Operación Libertad Duradera - Trans Sahara, 100 miembros de Al Qaeda en el Magreb Islámico (AQMI) habrían sido abatidos por las fuerzas de seguridad, con 261 bajas de no combatientes.[66]
- El 15 de septiembre de 2007, una bomba explotó en frente de un complejo policial en Zemmouri, cerca de Boumerdes, matando a tres personas e hiriendo a cinco.[62]
- El 22 de septiembre de 2007, un terrorista suicida hirió a nueve personas, incluidos dos franceses y un italiano, en un ataque en Lakhdaria, en la Provincia de Bouira.[63]
- El 9 de octubre de 2007, en choques en Cabilia tres insurgentes, incluido el segundo al mando del GSPC, fueron asesinados.[67]
- El 15 de octubre de 2007, en combates en la provincia de Tizi Ouzou, tres militantes fueron asesinados.[68]
- El 16 de noviembre de 2007, las fuerzas argelinas mataron al tesorero de al-Qaeda en Argelia, Abdelhamid Sadaoui, también conocido como Abou el Haythem, cerca de Tizi Ouzou.[67]
- El 11 de diciembre de 2007, dos camiones suicidas atacaron las oficinas de la ONU en Argel, matando a 37 personas e hiriendo a 171. El Consejo de Seguridad de Naciones Unidas condenó de modo oficial el ataque.[69]
- El 25 de diciembre de 2007, 4 turistas franceses fueron asesinados por hombres armados en Mauritania y un quinto severamente herido. Las víctimas formaban parte de la misma familia.

### 2008
- El brazo en el norte de África de Al Qaeda afirmó haber asesinado a 20 soldados argelinos y herido a 30 en choques en su zona oriental, donde el ejército había lanzado una campaña contra los rebeldes. En un comunicado emitido por internet el 8 de marzo, el grupo negó una información periodística según la cual 25 de sus combatientes habían sido abatidos y contradijo los reportes que afirmaban que su líder había sido rodeado.[70]
- El 6 de junio de 2008, una bomba en un camino mató a seis soldados e hirió a cuatro en Cap Djenat. La bomba tuvo lugar un día después de que un terrorista suicida atentara contra un barracón militar en la periferia este de Argel, pero matándose a sí mismo.[71]
- El 8 de junio de 2008, una rápida sucesión de dos bombas golpearon una estación de tren en Beni Amrane, unos 40 kilómetros al este de Argel. La primera bomba mató a un hombre francés trabajando en un proyecto de renovación de la estación, así como a su conductor argelino. La segunda bomba tuvo lugar cinco minutos después, golpeando a las primeras personas que acudieron a ayudar a las víctimas, matando a 8 soldados y 3 bomberos.
- Un tribunal marroquí condenó a una célula de 29 reclutas a prisión el 11 de junio de 2008.[72]
- Las fuerzas armadas marroquíes arrestaron a 35 reclutas de Al Qaeda el 2 de julio de 2008.[73]
- El 14 de julio de 2008, un líder de Al-Qaeda en Argelia fue asesinado en una redada de las fuerzas de seguridad.
- El 19 de agosto de 2008, tuvo lugar un ataque suicida con un coche bomba contra una academia de policía ubicada en Les Issers, cuando los reclutas formaban en frente del edificio, muriendo 43 personas, de las cuales solamente una de ellas era un agente de policía. Este ataque fue condenado oficialmente por el Consejo de Seguridad de Naciones Unidas.[74]
- El 20 de agosto de 2008, otros dos coches bomba atacaron un hotel en Bouira, asesinando a 11 civiles un día después del ataque con coche bomba en Les Issers.[75]
- El 15 de septiembre de 2008, 12 mauritanos fueron capturados y posteriormente decapitados en el norte de Mauritania.[76]

### 2009
- El 19 de enero de 2009, la peste bubónica infectó y mató a al menos 40 miembros de AQMI en un campo de entrenamiento.[77]
- El 22 de enero, hombres armados secuestraron a una pareja suiza, una mujer alemana y un hombre británico en Níger. En febrero, Al-Qaeda en el Magreb reivindicaron haber secuestrado a cuatro turistas así como al diplomático canadiense Robert Fowler en diciembre.[78] Fowler y otros tres fueron liberados en abril, mientras que el hombre británico, Edwin Dyer, fue ejecutado en junio.[79]
- El 22 de febrero, insurgentes atacaron una instalación de gas en la comuna de Ziama Mansouriah en la provincia costera de Jijel, matando a 9 guardas de seguridad en el golpe más mortífero desde agosto.[80]
- El 17 de junio, 18 tropas de la gendarmería y un civil fueron asesinados en un ataque a un convoy militar cerca de Bordj Bou Arreridj, unas 125 millas al sureste de Argel. Fuentes locales dijeron que los soldados volvían después de haber escoltado hasta su base a trabajadores chinos trabajando en la futura autopista destinada a cruzar todo el país norteafricano desde el este al oeste.
- El 30 de julio, al menos 14 guardas de seguridad argelinos fueron asesinados en una emboscada por combatientes supuestamente islamistas.[81]
- El 9 de agosto de 2009, tuvo lugar el atentado suicida de Nuakchot de 2009.
- El 8 de octubre, dos hermanos sospechosos de mantener vínculos con AQMI fueron detenidos en Francia. Uno de ellos era un investigador del CERN.[82]
- El 26 de noviembre, el francés Pierre Camatte fue secuestrado en Ménaka, Malí, por Al-Qaeda.[83]
- El 29 de noviembre, los trabajadores humanitarios españoles Roque Pascual, Albert Vilalta y Alicia Gamez fueron secuestrados en una carretera costera de Mauritania.[83] Gamez was released in March 2010, while Pascual and Vilalta was released in August 2010.[84]
- El 19 de diciembre, un ciudadano italiano y su mujer de Burkina Faso fueron secuestrados en el este de Mauritania.[85] Fueron liberados el 19 de abril de 2010.[86]
- El 28 de diciembre, tres turistas saudíes fueron asesinados y otros tres heridos en un ataque cerca de Djambala, Níger.[87] Un cuarto saudí murió dos días más tarde.[88]

### 2010
- El 29 de enero de 2010, una bomba explotó al paso de un tren de mercancías en Timezrit. Nadie fue herido.[89]
- El 8 de marzo de 2010, al menos cinco soldados fueron abatidos cerca de la frontera de Níger con Mali, en una emboscada al amanecer en la que los rebeldes atacaron un convoy militar con misiles y fuego de ametralladora en un puesto de aduanas remoto.[90]
- El 21 de marzo, 3 militantes fueron asesinados por fuerzas de seguridad cerca de El Ma Labiod, a 35km de Tebessa.
- El 25 de marzo, dos soldados fueron asesinados y cinco otros heridos en un ataque en la ciudad de Kadiria.[91]
- El 26 de marzo, 3 insurgentes fueron muertos mientras otro era capturado por las fuerzas de seguridad en Ait Yahia Moussa, a 30 km de Tizi Ouzou.
- El 1 de abril, un ataque con bomba contra un taxi mató a dos personas en Tizi-Ouzou. Otro ataque contra una patrulla de policía no hirió a nadie.[92]
- El 3 de abril, siete oficiales de seguridad y un soldado fueron asesinados en un doble ataque bomba en la región de Bejaia. Otros dos soldados fueron heridos en una segunda explosión.[93]
- El 14 de abril, de acuerdo a funcionarios argelinos al menos 10 insurgentes habrían sido abatidos desde que una operación contraterrorista comenzara en Bordj Bou Arreridj. El alto rango insurgente Abdelmalek Droukdel habría sido rodeado junto a otros militantes, según un portavoz militar.
- El 23 de abril, al menos dos policías fueron muertos y otro levemente herido cuando una bomba explotó en Irraguern (entre Bejaia y Jijel) cuando cruzaban. No se informó de otros detalles.
- El 2 de mayo, un militante fue asesinado en un choque con fuerzas argelinas en un bosque entre Akfadou y Adekar. Se trata de una zona donde habitualmente se producen choques entre militantes de Al Qaeda en el Magreb Islámico (AQMI, antes GSPC) y el ejército argelino.
- El 9 de mayo, 2 personas, entre ellas un niño, fueron asesinadas en una emboscada en Cabilia. Otra persona permanecía desaparecida.[94]
- El 7 de junio, 2 personas fueron abatidas y una tercera críticamente herida en un ataque bomba cerca de Derguina.[95]
- El 11 de junio, un coche bomba suicida dirigido por un terrorista suicida contra una barrera fija de la gendarmería de Ammal resultó en la muerte de 8 personas, entre ellas 3 policías, cuatro civiles y un nacional de China. Al menos tres terroristas fueron abatidos en los choques que se produjeron tras la explosión.[96]
- El 24 de junio, 5 personas fueron asesinadas y una herida en un tiroteo durante una boda en Douar Ghrab cerca de Tébessa.[97]
- El 1 de julio, 11 policías fueron abatidos en una emboscada en la ciudad de Tinzaouatine. Este ataque fue reivindicado por AQMI.[98]
- El 4 de julio, 3 policías fueron muertos por una bomba en una carretera cerca de Jijel colocada supuestamente por islamistas.[99]
- El 14 de julio, 4 soldados fueron asesinados y 13 otros heridos en varios ataques con bomba.[100]
- El 25 de julio, seis insurgentes fueron abatidos en una redada franco-mauritana contra un campo de Al-Qaeda en Malí que perseguía liberar al rehén Michel Germaneau. Simultáneamente, una persona fue asesinada y 10 heridas en un ataque suicida contra una brigada de policía en Tizi-Ouzou, Argelia.[101][102]
- El 26 de julio, varios días después de que AQMI reivindicara la muerte en respuesta al ataque franco-mauritano, el presidente francés Nicolas Sarkozy confirmó la muerte del voluntario humanitario de 78 años Michel Germaneau, que había sido secuestrado el 21 de abril.[103] No es descartable que muriera como consecuencia de la falta de los medicamentos que tomaba para tratar sus dolencias cardíacas.[104]
- El 7 de agosto, el alcalde de la población de Baghlia, Mohammed Idir, fue asesinado cuando iba a la mezquita.[105]
- El 20 de agosto, un ataque contra un convoy militar cerca de Baghlia mató a 3 personas e hirió al menos a dos.[106]
- El 22 de agosto, un antiguo terrorista fue asesinado a tiros en la ciudad argelina de Baghlia.[107]
- El 24 de agosto, un intento de ataque suicida hirió a 3 personas en Mauritania. El vehículo del atacante explotó antes de alcanzar su objetivo, un barracón militar en Néma.[108]
- El 30 de agosto, un coche bomba suicida contra un convoy militar dejó 3 muertos y al menos 20 heridos en la ciudad de Zemmouri en la Cabilia.[109]
- El 16 de septiembre, hombres armados secuestraron a 5 franceses, un togolés y un malgache de una mina de uranio en el norte de Níger, cerca de Agadez.[110]
- El 18 de septiembre, un enfrentamiento entre el ejército mauritano y miembros de Al Qaeda provocó la muerta de al menos 6 miembros del ejército y 12 militantes islamistas.[111]
- El 3 de octubre, cinco solados fueron abatidos y diez otros heridos en un ataque bomba contra su convoy en Zekri, una ciudad de Cabilia, durante una operación de rastreo.[112]
- El 12 de octubre, un jefe de departamento de obras públicas, dos de sus colaboradores y dos contratistas fueron asesinados por un ataque bomba en Tlidjene.[113]
- El 25 de octubre, un soldado fue asesinado y cuatro otros heridos por una explosión de una bomba en una patrulla en la región de Boumerdes.[114]

### 2011
- El 4 de enero de 2011, un ataque contra la embajada de Francia en la capital de Mali, Bamako, provocó dos heridos. Se trata del primer ataque de este tipo en territorio maliense.[115]
- El 7 de enero, dos ciudadanos franceses fueron secuestrados en Niamey, Níger. Ambos murieron cuando las tropas francesas trataban de rescatarles en territorio maliense.[116] Al-Qaeda en el Magreb Islámico declaró el 15 de enero que había ejecutado a uno de ellos mientras que el otro había sido abatido por los soldados franceses.[117] Un examen post-mortem estableció que uno de ellos había recibido un disparo directo mientras que el otro había muerto por el "efecto térmico del fuego".[117]
- El 29 de enero, un miembro de la guardia municipal fue asesinado y otros tres heridos en un ataque contra la sede de la guardia comunal en el suroeste de Tizi Ouzou, Argelia.[118]
- El 3 de febrero, el ejército de Mauritania detonó un vehículo cargado con explosivos 12 km al sur de Nuakchot, matando a sus tres pasajeros e hiriendo a ocho soldados. El ataque estaba dirigido a asesinar al Presidente de Mauritania Mohamed Ould Abdel Aziz. El ataque fue reivindicado por AQMI.[119]
- El 9 de marzo, un ataque cerca de Djelfa dejó 5 muertos, en lo que pareció ser una respuesta a la muerta de Abou Tourab, un líder de AQMI.[120]
- El 17 de abril, 20 soldados argelinos fueron abatidos y 22 heridos en tres ataques reivindicados por Al Qaeda. Once militantes fueron asesinados también.[121][122][123]
- El 28 de abril, se produjo el Atentado terrorista de 2011 en Marrakech. Una bomba activada por control remoto explotó en el café Argana, en la Plaza de Yamaa el Fna. Entre los muertos había siete franceses, dos canadienses y un holandés.
- El 29 de abril, la explosión de una bomba en la localidad de Oued Djemaa mató a cinco guardas comunales que se desplazaban a su lugar de trabajo.[124]
- El 6 de mayo, una bomba que explotó en el paso de un convoy militar mató a cinco soldados e hirió a otros cinco en la región de Jijel. Desde el 15 de abril y el discurso a la nación de Abdelaziz Bouteflika se produjeron cincuenta muertes como consecuencia de ataques islamistas.[125]
- El 4 de mayo, cuatro policías fueron asesinados en un ataque con coche bomba en la carretera entre Tizi-Ouzou, la principal localidad de Cabilia, y Argel.[126]
- El 6 de mayo, tres soldados fueron asesinados y dos otros heridos por hombres armados en la región de Jijel.[127]
- El 12 de mayo, siete soldados y tres terroristas fueron muertos en un ataque contra un puesto militar en la región de Jijel, Argelia.[128]

### 2012
- El 6 de febrero de 2012, comienza una rebelión tuareg en el norte de Mali.

### 2013
- El 16 de enero de 2013, se produjo la crisis de los rehenes en In Amenas en Argelia.[129]

### 2014
- El 19 de abril  militantes de AQMI matan a once soldados en la región de Tizi Ouzou de Argelia, al este de Argel. Fue uno de los ataques más mortíferos contra el ejército argelino en varios años.
- El 14 de septiembre  Jund al-Khilafah líder Khaled Abu-Suleiman anuncia la división del grupo de al-Qaeda en el Magreb Islámico, y promete lealtad a Abu Bakr al-Baghdadi, líder del Estado islámico
- El 22 de septiembre  Jund al-Khilafah libera un video que muestra a Hervé Gourdel siendo mantenido cautivo. El grupo declaró que el secuestro fue en respuesta a que Francia realizó ataques aéreos contra el "Estado Islámico" y amenazó con decapitarlo si Francia continuaba llevando a cabo ataques aéreos contra ISIS.
- El 24 de septiembre  El grupo libera un video que pretende mostrar la decapitación de Hervé Gourdel. Los militantes mostrados declararon que la decapitación fue en respuesta a la orden del portavoz de ISIL, Abu Mohammed al-Adnani, en la que pidió a los seguidores que atacaran a los ciudadanos de las naciones miembros de la coalición Internacional Anti ISIS.
- El 11 de diciembre: El ministerio de justicia argelino afirma que los soldados argelinos habían matado a dos miembros de Jund al-Khilafah que se cree que han estado involucrados en el asesinato de Hervé Gourdel.[130]
- El 22 de diciembre  Jund al-Khilafah líder Abdelmalek Gouri y otros dos militantes fueron matados por el ejército argelino en una operación militar en Issers. Posteriormente, las tropas recuperaron dos rifles automáticos, cinturones explosivos y una gran cantidad de municiones y teléfonos móviles.

### 2015
- El 14 de Marzo en Libia Empezaron Combates entre las fuerzas de Daesh y la Fuerza Libia Protectora. No se dio un número de bajas, pero la lucha fue descrita como violenta y se detuvo hacia el atardecer. Entre los muertos figuraba Ahmed al-Rouissi, un comandante tunecino del El Estado Islámico
- El 19 de marzo  El ataque del Museo Nacional del Bardo en Túnez mató a 21, en su mayoría turistas extranjeros.
- El 28 de marzo  las Fuerzas Especiales tunecinas matan a Khaled Chaieb, líder de la Brigada Okba Ibn Nafaa junto con 8 militantes más en Sidi Aïch, Gobernación de Gafsa al suroeste de Túnez.
- El 20 de mayo  las fuerzas de seguridad argelinas emboscaron una reunión Jund al-Khilafah al este de Argel, matando al menos a 21 combatientes y capturando a otros dos.
- El 28 de Mayo Por la tarde , ISIS capturó la base aérea de Gardabiya y parte del Gran Río Artificial, al sur de Sirte.[131]
- El 17 de julio  Al menos 9 soldados argelinos fueron matados en una emboscada por militantes de AQMI en el sur de la provincia de Aïn Defla, al suroeste de Argel.[132]
- El 23 de Septiembre Estallaron Nuevos enfrentamientos en Sirte entre el ISIS Y los Leales al expresidente Muamar Gadafi que estos últimos terminan siendo expulsados por ISIS De la ciudad.
- El 25 de noviembre  ISIS se atribuye la responsabilidad de bombardear un autobús que transportaba a miembros de la guardia presidencial de Túnez matando a 12.[133]

### 2016
- El 4 de enero  7 guardias libios fueron matados y 25 heridos en el puerto petrolero de Es Sider.[134]
- 7 de enero - 47-70 Las personas mueren y docenas más resultan heridas cuando se desencadenaron explosiones en un campo de entrenamiento de la Guardia Costera Libia en la ciudad de Zliten.
- El 20 de febrero - Jund al-Khilafah afirmó haber matado a tres soldados argelinos en el Monte Shakshut en Bouira a finales de febrero. Esta afirmación fue negada por el gobierno argelino.
- 10 de marzo Tres combatientes de ISIL mueren en la frontera entre Libia y Túnez.
- El 24 de marzo - Marruecos capturó 9 ISIL en Libia operativos dentro del territorio marroquí.[135]
- El 28 de marzo - 18 soldados argelinos matados en un accidente de avión en la región de Tamanrasset. Se desconoce si el accidente se debió a un ataque terrorista o a un problema técnico.[136]
- El 18 de abril: la policía española dijo que había detenido a un hombre marroquí en la isla mediterránea de Palma de Mallorca sospechoso de reclutar militantes para ISIS.
- El 29 de abril - el gobierno argelino dijo que mató a cinco combatientes de AQMI en dos incursiones separadas en Argelia oriental.
- El 11 de mayo - Dos sospechosos miembros de ISIL matados junto con cuatro soldados tunecinos después de una incursión en la capital tunecina.
- El 9 de octubre - En Tamalous, Argelia militantes de ISIS detonaron un artefacto explosivo adyacente al convoy del ejército cuando pasó cerca de la ciudad de Tamalous en el noreste de Argelia. No estaba claro de inmediato si la explosión causó víctimas.[137]
- 5 de noviembre: Un soldado tunecino ha sido asesinado en su casa en la gobernación de Kasserine, Túnez, por extremistas.
- El 2 de diciembre  Varias mujeres cometieron atentados suicidas que mataron a cuatro soldados libios y otras dos mujeres. Las víctimas les habían concedido previamente un paso seguro para abandonar los edificios bajo el control de militantes del Estado Islámico en Sirte, Libia.[138]
- El 6 de diciembre El gobierno de acuerdo nacional Libio Recaptura la Ciudad de Sirte.

### 2017
- El 1 de enero  Una bomba mató a un niño e hirió a otros 7 en Blida, Argelia.
- El 21 de enero  Un coche bomba explotó en Trípoli. La explosión, que dejó al menos dos muertos, ocurrió cerca de la embajada italiana recientemente reabierta.
- El 12 de marzo  Un oficial de policía y dos militantes se matan en un tiroteo en un puesto de control en el sur de Túnez que dejó otros tres oficiales heridos.
- 19 de mayo - El jefe de la tribu más grande del este de Libia y otro hombre murieron el viernes cuando un coche bomba explotó fuera de una mezquita en las afueras de Bengasi, según un funcionario de seguridad libio.[139]

### 2018
- El 20 de enero - Una unidad de operaciones especiales tunecina emboscada y mató a dos comandantes de Okba Ibn Nafaa, rama de Túnez de AQMI, en las montañas fuera de Sbeitla, cerca de la frontera argelina. Las autoridades tunecinas identificaron a los hombres como Bilel Kobbi y Bechir Ben Neji.[140]
- El 26 de enero - las fuerzas especiales argelinas matan a ocho comandantes de AQMI en la zona montañosa escarpada de Chechar en la región oriental de Khenchela. Se dijo que los hombres se dirigían a reunirse con otros líderes yihadistas, incluido el líder de AQMI, Abdelmalek Droukdel.[141]

### 2019
- El 14 de julio - Cinco personas fueron arrestadas por el ejército argelino durante las incursiones antiterroristas en Batna. Los detenidos fueron acusados de planear ataques contra las recientes protestas en el país.[142]
- El 20 de octubre - Un líder de la rama tunecina de AQMI Okba Ibn Nafa'a fue matado en la región de Kasserine de Túnez, en la frontera con Argelia.[143]

### 2020
- El 9 de febrero - Un ataque suicida coche bomba en Timiaouine, Argelia, dejó un soldado argelino muerto.
- El 21 de junio - Una operación de seguridad en la región central de Argelia de Aïn Defla dejó un soldado argelino muerto después de una emboscada.
- El 17 de diciembre - las autoridades argelinas capturaron a Rezkane Ahcene, conocido como 'Abu Dahdah', que se unió a grupos terroristas en 1994, en la provincia de Jijel.

### 2021
- El 2 de enero - Dos militares argelinos y cuatro militantes se matan en un enfrentamiento en la provincia de Tipaza.[144]
- El 8 de enero - las autoridades tunecinas arrestaron a cinco miembros incluyendo un líder superior de la brigada Okba Ibn Nafaa, parte de Al Qaeda.

### 2022
- El 15 de agosto El Gobierno de Francia anuncia el retiro de sus tropas de Malí.
- El 9 de Noviembre el presidente Emmanuel Macron anuncia el fin de la Operación Barkhane en territorio de Mali.

### 2023
- El 25 de enero el Gobierno de Burkina Faso anunció que ha decidido poner fin a un acuerdo militar que permitía a las tropas francesas luchar contra grupos armados en el país.[145]